# Murcia formosa
Murcia formosa är en kvalsterart som först beskrevs av Banks 1909.  Murcia formosa ingår i släktet Murcia och familjen Ceratozetidae. Inga underarter finns listade i Catalogue of Life.